# Un tandem de choc
Un tandem de choc ou Direction : Sud au Québec (Due South) est une série télévisée canadienne composée d'un pilote de 90 minutes et de 66 épisodes de 45 minutes chacun, créée par Paul Haggis et diffusée entre le 23 avril 1994 et le 14 mars 1999 sur le réseau CTV. Elle a été diffusée aux États-Unis sur le réseau CBS pour les deux premières saisons, puis en syndication.
En France, la série a été diffusée à partir du 15 septembre 1996 sur TF1, rediffusée sur AB1 et sur TF6 et à partir de mai 2006 sur NT1, en Suisse sur TSR1, et au Québec à partir du 8 janvier 2001 à Séries+.

## Synopsis
Parti enquêter à Chicago sur l'assassinat de son père, Benton Fraser, agent de la Gendarmerie royale du Canada, (nommée « Police montée canadienne » dans la série) est ensuite affecté au consulat canadien. Accompagné de Diefenbaker, son loup, il fait équipe avec l'inspecteur Ray Vecchio, un Italo-Américain, au caractère extraverti, à l'opposé du sien.

## Distribution
- Paul Gross (VF : Emmanuel Curtil) : Benton Fraser
- David Marciano (VF : Pierre Laurent) : Raymond Vecchio (1994-1996)
- Callum Keith Rennie (VF : Pierre Baux) : Stanley Kowalski / « Ray Vecchio » (1997-1999)
- Beau Starr (VF : Patrick Messe) : Lieutenant Harding Welsh
- Tony Craig (VF : Lionel Henry (acteur)) : Détective Jack Huey
- Catherine Bruhier (en) (VF : Marjorie Frantz) : Elaine Besbriss (1994-1997)
- Tom Melissis (VF : Bernard Métraux) : Détective Thomas E. Dewey (1997-1999)
- Gordon Pinsent (VF : Serge Lhorca) : Fraser Sr.
- Camilla Scott (en) (VF : Catherine Davenier) : Inspecteur Margaret « Meg » Thatcher (1995-1999)
- Ramona Milano (en) (VF : Ivana Coppola) : Francesca Vecchio
- Daniel Kash (en) (VF : Bruno Dubernat) : Détective Louis Gardino (1994-1996)
- Lee Purcell (en) (VF : Frédérique Cantrel) : Louise St. Laurent (1995-1996)

 Source et légende : version française (VF) sur RS Doublage

## Production

### Fiche technique
- Titre original : Due South
- Titre français : Un tandem de choc
- Création : Paul Haggis
- Réalisation : George Bloomfield, Steve DiMarco, Richard J. Lewis, David Warry-Smith, Paul Lynch, Paul Haggis, Gilbert Shilton, Lyndon Chubbuck, Francis Damberger, Larry McLean, Timothy Bond, Jerry Ciccoritti, Fred Gerber, Joseph L. Scanlan, George Mendeluk, Jon Cassar, Malcolm Cross, Jim Kaufman, Bruce Pittman et Stephen Surjik
- Scénario : Paul Haggis, Jeff King, Kathy Slevin, David Shore, Paul Gross, John Krizanc, R.B. Carney, Dave Cole, Peter Mohan, Frank Siracusa, Michael Teversham, Paul Quarrington, Peter Lefcourt, Seth Freeman, James Kramer, Julie Lacey, Peter Colley, Stephen Neigher, Philip Bedard, Carla Kettner, Larry Lalonde, Deborah Rennard, Nancy Merritt Bell, Elizabeth Comici, Luciano Comici, Michael McKinley, George F. Walker, Gail Collins, Robert Forsyth et David Young
- Musique : Jack Lenz, Jay Semko et John McCarthy
- Décors : Harold Thrasher et Sandra Kybartas
- Costumes : Suzette Daigle, Kei Yano, Sara Schilt et Alex Cavanagh
- Photographie : Malcolm Cross, Milan Podsedly, Derick V. Underschultz, Ron Stannett et John Dyer
- Montage : Eric Goddard, David B. Thompson, Peter Light, Tom Joerin, Stephen Lawrence et Paula Devonshire
- Production : Jeff King, Frank Siracusa, Norman Denver, Adam Haight et Robert Wertheimer
- Co-Production : Dave Cole et George Bloomfield
- Production déléguée : Kathy Slevin, Paul Gross et Paul Haggis
- Co-production déléguée : R.B. Carney
- Sociétés de production : Alliance Atlantis Communications, Alliance Communications Corporation, Baton Broadcasting Company, British Broadcasting Company, CBS Productions, CTV Television Network, Paul Haggis Productions et Pro7
- Sociétés de distribution : Alliances Communications Corporation, British Broadcasting Company et CTV
- Pays de production :  Canada /  États-Unis
- Langue originale : anglais
- Format : couleur - 1.33:1 plein écran
- Durée : 68 × 46 minutes
- Genre : policier humoristique

## Épisodes

### Première saison (1994-1995)
1. Un tandem de choc (Due South) 90 minutes
2. Sauvons Willie (Free Willie) (avec Christina Cox)
3. Jour de congé pour Diefenbaker (Diefenbaker's Day Off) (avec Madolyn Smith)
4. Chasse à l'homme (Manhunt) (avec William Smith et Leslie Nielsen)
5. Viande avariée (They Eat Horses, Don't They?) (avec Teri Polo)
6. SOS pizzas (Pizza and Promises)
7. Chinatown (Chinatown) (avec Alex Carter)
8. Vacances à Chicago - 1re partie (Chicago Holiday - Part 1) (avec Stacy Haiduk et Stephen Shellen)
9. Vacances à Chicago - 2e partie (Chicago Holiday - Part 2)
10. Deux hommes et un couffin (A Cop, A Mountie, and a Baby) (avec Mark Ruffalo)
11. Le Cadeau du Père Noël (The Gift of the Wheelman) (avec Ryan Phillippe)
12. La Belle Inconnue (You Must Remember This)
13. Le Faucon et le héron (A Hawk and a Handsaw)
14. Œil pour œil (An Eye for an Eye)
15. L’homme qui n'en savait pas assez (The Man Who Knew Too Little)
16. La Meute sauvage (The Wild Bunch)
17. Chacun ses limites (The Blue Line)
18. Le Marché (The Deal)
19. Invitation à la romance (An Invitation to Romance) (avec Jane Krakowski et Nicholas Campbell)
20. Entre rêve et réalité (Heaven & Earth) (avec Jonathan Banks)
21. Le Secret de Victoria - 1re partie (Victoria's Secret - Part 1) (avec Melina Kanakaredes)
22. Le Secret de Victoria - 2e partie (Victoria's Secret - Part 2)
23. Laisser-aller (Letting Go) (avec Laurie Holden)

### Deuxième saison (1995-1996)
1. Nord (North)
2. La Chambre forte (Vault) (avec Christina Cox)
3. Le Témoin (Witness)
4. Un tiens vaut mieux que… (Bird in the Hand)
5. La Promesse (The Promise)
6. Masques (Mask)
7. Juliette pour toujours (Juliet is Bleeding) (avec Carrie-Anne Moss et Hannes Jaenicke)
8. Merci bien, Monsieur Capra (One Good Man) (avec Maria Bello)
9. Le Déclin (The Edge)
10. Le Coquetier (We Are the Eggmen)
11. Cosmos (Starman) (avec Amanda Tapping)
12. La Belle Rousse (Some Like It Red) (avec Marisol Nichols et Heather McComb)
13. Les Blancs et le big-bang (White Men Can't Jump to Conclusions) (avec Leonard Roberts)
14. Les Chevaux de la Reine (All the Queen's Horses) (avec Leslie Nielsen et Kenneth Welsh)
15. Langage du corps (Body Language) (avec Milton Berle)
16. Le Duel (The Duel) (avec Colm Feore)
17. Rouge, blanc ou bleu (Red, White or Blue)
18. Flashback (Flashback) (avec Kristin Lehman)

### Troisième saison (1997-1998)
1. L’Art d'incendier (Burning Down the House)
2. Éclipse (Eclipse)
3. Témoin protégé (I Coulda Been a Defendant)
4. Magouilles et sentiments (Strange Bedfellows)
5. Voir, c'est croire (Seeing Is Believing)
6. Chasse à l'homme (Bounty Hunter) (avec Wendy Crewson)
7. Opération coup de poing (Mountie and Soul)
8. L'Agent Nautilus (Spy vs. Spy) (avec Maury Chaykin)
9. Droit d'asile (Asylum) (avec Wayne Robson)
10. Parfaits étrangers (Perfect Strangers)
11. Macchabée en balade (Dead Guy Running)
12. Les Allumés du Bounty - 1re partie (Mountie on the Bounty - Part 1)
13. Les Allumés du Bounty - 2e partie (Mountie on the Bounty - Part 2)

### Quatrième saison (1998-1999)
1. Docteur Longball (Dr Longball) (avec Bruce Weitz)
2. L'Argent facile (Easy Money)
3. Dans le doute, s'abstenir (A Likely Story)
4. Coups de poker (Odds) (avec Stephanie Romanov)
5. L'Homme à femmes (The Ladies' Man)
6. Sortilège vaudou (Mojo Rising)
7. Fausse note (Mountie Sings the Blues) (avec Michael Hogan)
8. La Délivrance de l’âme (Good for the Soul)
9. Mariage ou enterrement (Dead Men Don't Throw Rice) (avec Al Waxman)
10. Le Prédicateur (Say Amen)
11. La Saison de la chasse (Hunting Season) (avec Jessica Steen)
12. L'Appel de la forêt - 1re partie (Call of the Wild - Part 1) (avec Bo Svenson et Leslie Nielsen)
13. L'Appel de la forêt - 2e partie (Call of the Wild - Part 2) (avec Kenneth Welsh)

## Commentaires
Cette série, à l'humour décalé au milieu d'enquêtes policières dans la ville de Chicago, a remporté un très grand succès dans son pays d'origine. Des apparitions de Leslie Nielsen l'ont rendu célèbre.

## DVD
- France :

Seules les deux premières saisons ont été distribuées en France sur le support DVD.
- Un tandem de choc : saison 1 (Coffret 6 DVD-5) sorti le 7 février 2008 édité par TF1 Vidéo et distribué par Paramount Home Entertainment France. Le ratio écran est en 1.33:1 plein écran 4:3 en version française uniquement sans sous-titres et sans suppléments. Le téléfilm pilote ainsi que les 22 épisodes de la série sont inclus. Il s'agit d'une édition Zone 2 Pal.

- Un tandem de choc : saison 2 (Coffret 5 DVD-9) sorti le 7 février 2008 édité par TF1 Vidéo et distribué par Paramount Home Entertainment France. Le ratio écran est en 1.33:1 plein écran 4:3 en version française uniquement sans sous-titres et sans suppléments. Les 18 épisodes de la saison sont inclus. Il s'agit d'une édition Zone 2 Pal.
- Canada :

L'intégralité des saisons a été distribuée au Canada sur le support DVD.
- Due South The Complete First Season (Coffret 3 DVD-9 double face) sorti le 26 novembre 2002 édité et distribué par Alliance Home Entertainment. Le ratio écran est en 1.33:1 plein écran 4:3 en version française et anglaise avec présence de sous-titres français et anglais. Les 22 épisodes de la première saison sont inclus. Un livret de deux pages sur le contenu technique est inclus. Il s'agit d'une édition Zone 1.

- Due South The Complete Second Season (Coffret 2 DVD-9 double face et 1 DVD-5) sorti le 5 août 2003 édité et distribué par Alliance Home Entertainment. Le ratio écran est en 1.33:1 plein écran 4:3 en version française et anglaise avec présence de sous-titres français et anglais. Les 18 épisodes de la seconde saison sont inclus. Un livret de deux pages sur le contenu technique est inclus. Il s'agit d'une édition Zone 1.

- Due South The Complete Third Season (Coffret 4 DVD-5) sorti le 21 septembre 2004 édité et distribué par Alliance Home Entertainment. Le ratio écran est en 1.33:1 plein écran 4:3 en version française et anglaise avec présence de sous-titres français et anglais. Les 13 épisodes de la troisième saison sont inclus ainsi que le téléfilm pilote en bonus. Un livret de deux pages sur le contenu technique est inclus. Il s'agit d'une édition Zone 1.

- Due South The Final Season (Coffret 4 DVD-5) sorti le 27 septembre 2005 édité et distribué par Alliance Home Entertainment. Le ratio écran est en 1.33:1 plein écran 4:3 en version française et anglaise avec présence de sous-titres français et anglais. Les 13 épisodes de la quatrième et dernière saison sont inclus. En supplément des commentaires audio de Paul Gross sur les deux derniers épisodes. Un livret de deux pages sur le contenu technique est inclus. Il s'agit d'une édition Zone 1.

## Récompenses
- États-Unis :

- 1995 : Young Artist Award du meilleur jeune acteur dans une série pour Christopher Babers
- Canada :

- 1995 : Gemini Award du meilleur acteur dans une série dramatique pour Paul Gross

- 1995 : Gemini Award de la meilleure réalisation pour une série dramatique pour George Bloomfield

- 1995 : Gemini Award du meilleur scénario pour une série dramatique pour Kathy Slevin et Paul Haggis

- 1995 : Gemini Award de la meilleure série dramatique pour Paul Haggis, Jeff King et Kathy Slevin

- 1996 : Canada's Choice Award du meilleur programme pour Jeff King, Kathy Slevin, Paul Haggis et George Bloomfield

- 1996 : Gemini Award de la meilleure série dramatique pour Paul Haggis, Kathy Slevin, Jeff King et George Bloomfield

- 1996 : Gemini Award du meilleur acteur dans une série dramatique pour Paul Gross

- 1996 : Gemini Award du meilleur acteur invité dans une série dramatique pour Gordon Pinsent

- 1996 : Gemini Award de la meilleure réalisation d'épisode de série dramatique pour Jerry Ciccoritti

- 1996 : Gemini Award du meilleur scénario de série dramatique pour Paul Haggis et David Shore

- 1996 : Gemini Award du meilleur son pour une série pour Michael Werth, Yann Delpuech, Brian Avery, Allen Ormerod, Keith Elliott et Paula Fairfield

- 1997 : Gemini Award de la meilleure série dramatique pour Jeff King, Robert Wertheimer, George Bloomfield et Kathy Slevin

- 1997 : Canada's Choice Award du meilleur programme pour Jeff King, Kathy Slevin, George Bloomfield et Robert Wertheimer

- 1998 : Gemini Award du meilleur acteur invité dans une série pour Brent Carver

- 1998 : Gemini Award de la meilleure actrice invitée dans une série pour Wendy Crewson

- 1998 : Gemini Award du meilleur scénario de série dramatique pour R.B. Carney, Paul Gross et John Krizanc

- 1999 : Gemini Award des meilleurs effets visuels pour Mark Savela, John Cox, Jon Campfens et Barb Benoit

- 1999 : Canada's Choice Award du meilleur programme pour Frank Siracusa, Paul Gross, Dave Cole et R.B. Carney